# نامزدی

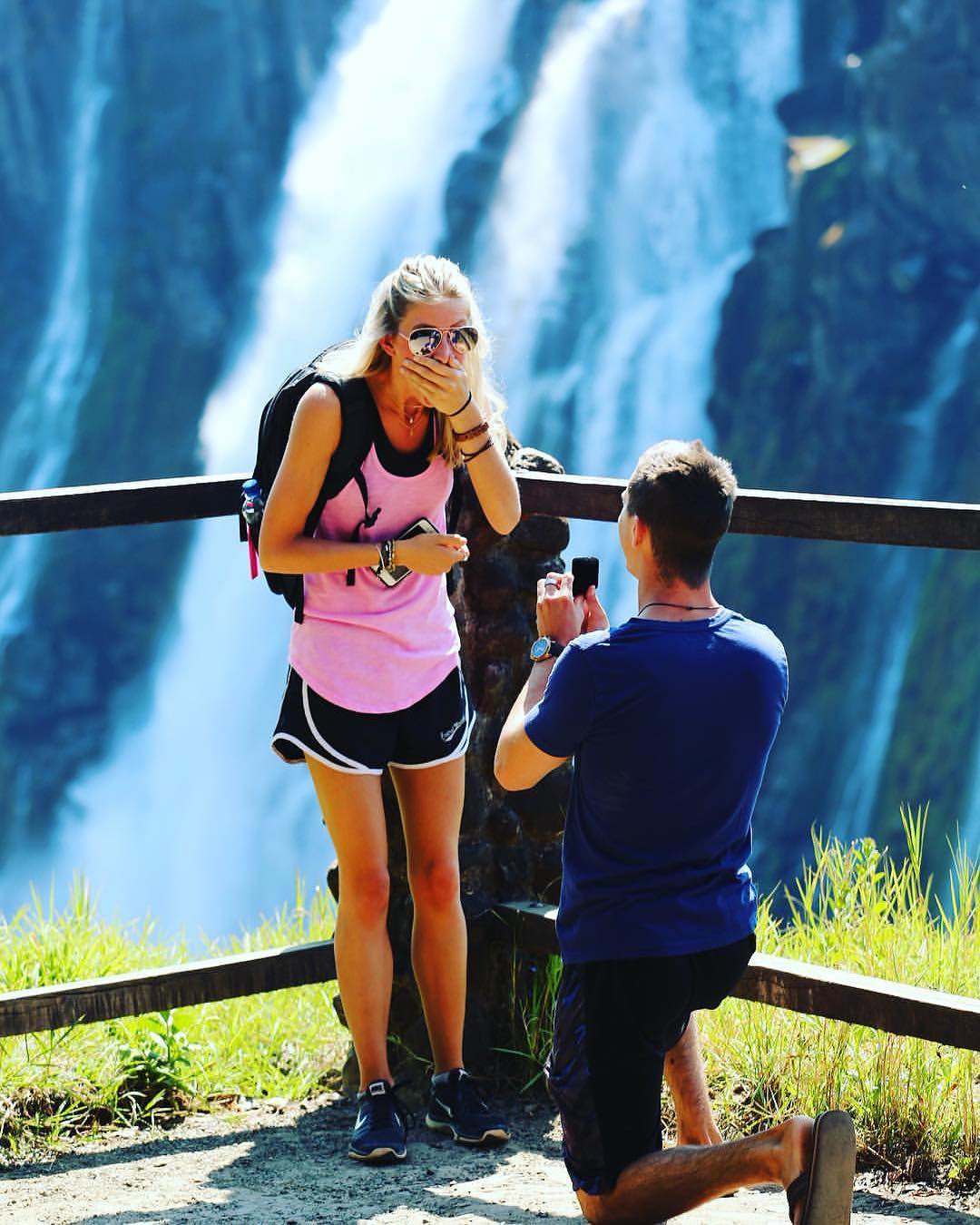
فردی در حال درخواست ازدواج از کسی که دوستش دارد

نامزدی (به انگلیسی: Engagement) دورانی است که پس از توافق دو نفر برای ازدواج در آینده آغاز می‌شود. قرارداد نامزدی موجب پیدایش یک تعهد اخلاقی، نوعی نسبت خویشاوندی و آثار حقوقی می‌شود.

## در قوانین ایران
قواعد راجع به نامزدی در مواد ۱۰۳۵ تا ۱۰۴۰ قانون مدنی آمده و از مواد ۹۰ تا ۹۵ قانون مدنی سوئیس الهام گرفته‌است. به موجب این مقررات نامزدی یک عقد جایز است و هر یک از دو طرف می‌توانند آن را فسخ کرده و از ازدواج صرفنظر کنند. با این حال در صورتی که شخصی نامزدی را بدون علت موجهی بر هم زند، شخص دیگر می‌تواند مخارج متعارفی را که برای ازدواج متحمل شده از او مطالبه کند.
همچنین درصورت برهم‌خوردن نامزدی، هر یک از دو شخص و والدین آن‌ها می‌توانند هدایایی را که در دوران نامزدی به یکدیگر داده‌اند باز پس گیرند.

## در مسیحیت
نامزدی در مسیحیت با توجه به ریشه یهودی آن، از لحاظ تعهد همچون ازدواج می‌باشد.

## لباس نامزدی
لباس نامزدی در واقع نوعی لباس شب است اما معمولاً یا پر زرق و برق‌تر است و یا مدل پیچیده‌تری دارد که می‌توان بر اساس سلیقه خود مدل ساده و یا مدلی نزدیک به لباس عروس برای آن انتخاب کرد. در میان گزینه‌هایی مثل کت و دامن و بلوز و دامن و کت و شلوار و پیراهن، پیراهن توصیه می‌شود.